# Korohavet

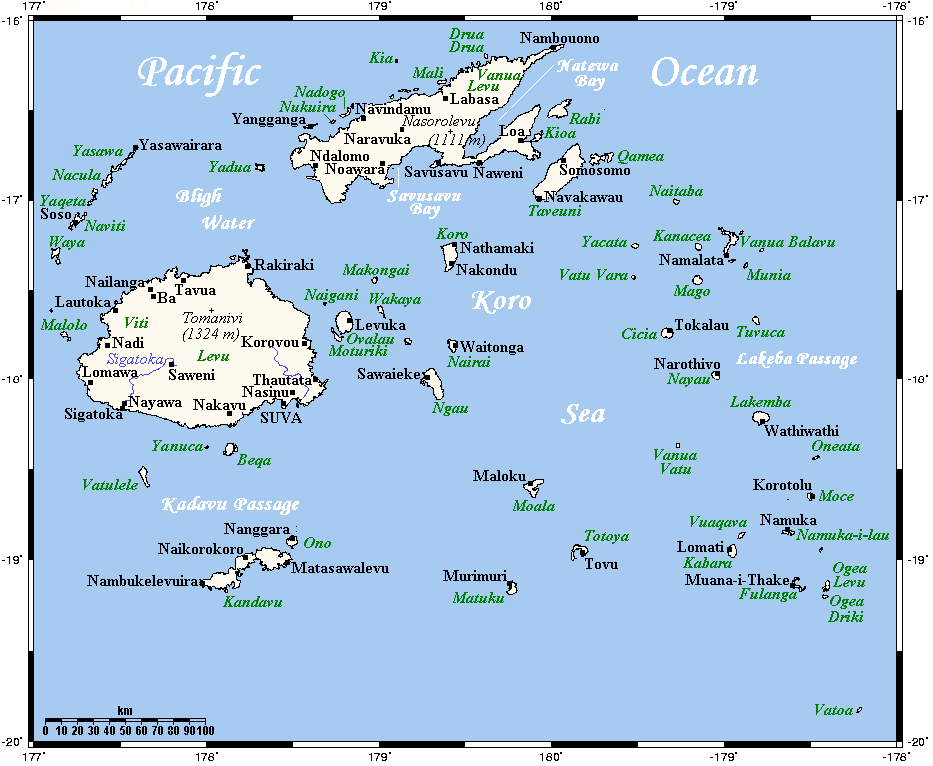
Koroön på en karta med Korohavet.

Korohavet är ett hav i Stilla havet mellan Viti Levu, Fiji och Lauöarna. Det omges av Fijiarkipelagen. Ön är namngiven efter Koroön.